# Neocompsa chemsaki
Neocompsa chemsaki là một loài bọ cánh cứng trong họ Cerambycidae.